# Вильгельм II (герцог Юлиха)

Юлих на карте Германии 1400 г.

Вильгельм II (нем. Wilhelm II. von Jülich; ок. 1325 — 13 декабря 1393) — герцог Юлиха с 1363 года. Сын Вильгельма I и его жены Жанны д’Авен, дочери голландского графа Виллема II.

## Биография
С 1343 года был соправителем отца. Потом они поссорились и сын два года (с 1349 по 1351) держал Вильгельма I в заключении.
Поддерживал своего шурина Эдуарда Гельдернского в его борьбе с братом Райнальдом III и Брабантом. В битве при Басвайлере (1371 год) взял в плен брабантского герцога Венцеля I. После смерти Райнальда III и Эдуарда от имени жены предъявил права на их владения.
В 1372 году поклялся в верности императору Карлу IV, чем обеспечил своим сыновьям наследование Гельдерна.

## Семья
Вильгельм II был женат на Марии Гелдернской, дочери герцога Рейнальда II. У них было трое детей:
- Вильгельм (1364—1402), герцог Гельдерна с 1371/1377 и Юлиха с 1393 года
- Райнальд (ок. 1365—1423), с 1402 года герцог Гельдерна и Юлиха
- Иоганна, муж — Иоганн XII фон Аркель (ум. 1426).